# Alexandra Rigos
Alexandra Rigos (* 1968 in Herne) ist eine deutsche Wissenschaftsautorin, Journalistin und Bloggerin.

## Leben
Rigos studierte Maschinenbau an der RWTH Aachen und besuchte nach dem Abschluss mit dem Diplom die Henri-Nannen-Schule für Journalisten in Hamburg.
Nach dem Studium arbeitete sie zunächst im Wissenschaftsressort des Spiegel. 2001 zog sie nach Berlin und arbeitet seither als freie Journalistin etwa für Geo, Stern und das Greenpeace-Magazin. Zwischen 2008 und 2010 betrieb sie den Blog „Zentralgarten“ über Gärtnern in der Stadt.
Rigos ist mit dem Wissenschaftsautor Stefan Klein verheiratet und hat drei Kinder. Sie lebt in Berlin.

## Veröffentlichungen (Auswahl)
- Was ist was. Band 136: Ameisen und Termiten. Fleißige Baumeister. Tessloff, Nürnberg 2015, ISBN 978-3-7886-2090-5.
- Reptilien und Amphibien: Gecko, Grasfrosch und Waran. Tessloff, Nürnberg 2014, ISBN 978-3-7886-2053-0.
- Spinnen: Jäger am seidenen Faden. Tessloff, Nürnberg 2013, ISBN 978-3-7886-2060-8.
- mit Jürgen Becker und Marianne Majerus (Fotos und Illustrationen): Der Naturgarten: Planen – Gestalten – Pflegen. Becker, Joest, Volk, [Hilden] 2013, ISBN 978-3-938100-95-0.
- Finsternis der Seele. In: Der Spiegel. Nr. 31, 1999 (online – über Depressionen).